# Gerygone levigaster
A Gerygone levigaster a madarak osztályának verébalakúak (Passeriformes) rendjébe és az ausztrálposzáta-félék (Acanthizidae) családjába tartozó faj.

## Rendszerezése
A fajt John Gould angol ornitológus írta le 1843-ban.

## Alfajai
- Gerygone levigaster cantator (Weatherill, 1908)
- Gerygone levigaster levigaster Gould, 1843
- Gerygone levigaster pallida Finsch, 1898[2]

## Előfordulása
Ausztrália északi és keleti tengerparti sávjában, valamint Pápua Új-Guinea déli részén honos. A természetes szubtrópusi és trópusi síkvidéki esőerdők, mangroveerdők, szavannák és cserjések.

## Megjelenése
Testhossza 9,5-11,5 centiméter, testtömege 6 gramm.
|  |

## Életmódja
Rovarokkal (bogarakkal, szöcskékkel, darazsakkal, hangyákkal és lepkékkel) táplálkozik.